# موموکا آریاسو
موموکا آریاسو (انگلیسی: Momoka Ariyasu؛ زادهٔ ۱۵ مارس ۱۹۹۵) یک خواننده اهل ژاپن است. وی از سال ۱۹۹۶ میلادی تاکنون مشغول فعالیت بوده‌است.